# Huntington, New York
Huntington är en amerikansk kommun (town) belägen vid Long Islands norra kust i delstaten New York, cirka 55 km öster om staden New York. Vid folkräkningen 2010 uppgick kommunens folkmängd till 203 264.